# 拉卡佩勒博南斯
拉卡佩勒博南斯（法語：La Capelle-Bonance，法語發音：[la kapɛl bɔnɑ̃s]）是法国阿韦龙省的一个市镇，属于米约区。

## 地理
拉卡佩勒博南斯（44°26'32"N, 3°0'44"E）面积14.12 平方千米，位于法国奧克西塔尼大區阿韦龙省，该省份为法国南部内陆省份，位于法國中央高原南部，北起顺时针与康塔爾省、洛泽尔省、加尔省、埃罗省、塔恩省、塔恩-加龙省和洛特省接壤。
与拉卡佩勒博南斯接壤的市镇（或旧市镇、城区）包括：康帕尼亚克、波迈罗勒、圣洛朗多尔特、圣萨蒂南德莱讷、圣热涅多尔特-多布拉克。

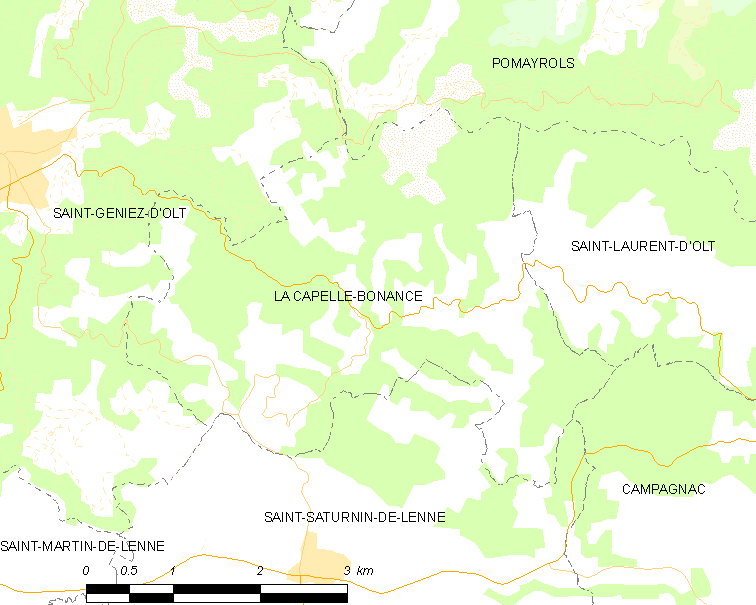
拉卡佩勒博南斯的OSM定位图

拉卡佩勒博南斯的时区为UTC+01:00、UTC+02:00（夏令时）。

## 行政
拉卡佩勒博南斯的邮政编码为12130，INSEE市镇编码为12055。

## 政治
拉卡佩勒博南斯所属的省级选区为塔恩-科斯县。

## 人口

1962-2008年间拉卡佩勒博南斯人口变化图示

拉卡佩勒博南斯于2022年1月1日时的人口数量为91人。